# هنري دراموند وولف
هنري دراموند وولف (بالإنجليزية: Henry Maxence Cavendish Drummond Wolff)‏ هو سياسي بريطاني (وحمل سابقاً جنسية المملكة المتحدة لبريطانيا العظمى وأيرلندا)، ولد في 16 يوليو 1899، وتوفي في 8 فبراير 1982. حزبياً، نشط في حزب المحافظين. في الانتخابات الفرعية في مجلس العموم البريطاني ‏، انتخب عضو برلمان المملكة المتحدة الـ36 عن دائرة بازينغستوك (19 أبريل 1934 – 25 أكتوبر 1935).